# Croton parksii
Espèce
Croton parksii est une espèce de plantes à fleurs du genre Croton et de la famille des Euphorbiaceae, présente au Texas.